# 2486 Metsähovi
2486 Metsähovi là một tiểu hành tinh vành đai chính với chu kỳ quỹ đạo là 1248.1792618 ngày (3.42 năm).
Nó được phát hiện ngày 22 tháng 3 năm 1939.